# 大寺
大寺，音译摩诃毗诃罗，也写作摩诃毘诃罗，是南传佛教的较大规模佛寺的常用名，在歷史上以斯里兰卡阿努拉德普勒大寺最为出名，在此地诞生了大寺派（大寺住派），传承至现代南传上座部佛教。

## 詞義
通常音譯爲“摩訶”、或意譯爲“大”，它和希臘文同源。有時也作，-ya無實義，音譯作“毗訶羅（耶）”，義爲精舍，即佛寺。

## 古印度大寺
佛教廣為流傳後，在古摩揭陀和孟加拉發展起來諸多修學道場，這些寺院規模宏大，學僧眾多，故稱大寺。在如今的比哈爾邦还留有大量遺跡，實際上，“比哈爾”（Bihar）一名就是的印地语现代音。藏傳佛教記載古印度有五個大寺最為著名：
- 那烂陀寺：佛教学术中心；唐玄奘法师曾在此修学，得到唯识学真传；後毁于突厥人穆斯林。
- 超戒寺：佛教顶级学术中心，也是佛教密宗学术中心。
- 索玛普利大寺：佛教学术中心，七世纪大乘佛教在孟加拉兴起的见证。
- 欧丹多富梨寺：佛教密宗學術中心，譯為飛行寺、高聳寺。
- 阇迦陀羅寺（英语：Jagaddala Mahavihara）：11-12世紀佛教寺院，位於現孟加拉國。

另外有：
- 舍羅般寺（英语：Shalban_Vihara）（Shalban Vihāra）：即跋婆提婆寺、有天寺（Bhavadeva vihāra），位於孟加拉國庫米拉縣，也譯作“沙爾班比哈爾”（Shalban Bihar）。

## 斯里蘭卡大寺
- 阿努拉德普勒大寺：是錫蘭上座部佛教的學術中心。依此處住者成立了大寺派（大寺住派），即現代南傳上座部的源頭。曾在錫蘭本地數次衰弱，教典散失，而遣使至緬甸、暹羅請回僧團，重建大寺派的傳承。
  - 大寺毀壞後還重建有祗陀林佛塔，祗陀林派（薩伽利耶派）即住此而得名，是從無畏山寺派分裂出的。
- 無畏山寺：與大寺派相對的無畏山寺派即住此而得名，是錫蘭兼習大乘之上座部部派，後來因政爭而消亡[6]。

## 其他地區
南亞、東南亞也常有以大寺命名的佛寺。如：
- 馬來西亞吉隆坡十五碑錫蘭佛寺（Buddhist Maha Vihara, Brickfields[7]）

## 註释
1. ↑  .   [2019-03-07]. （原始内容存档于2019-03-08）.
2. ↑  .   [2019-03-07]. （原始内容存档于2019-03-08）.
3. ↑  見精舍#佛教精舍
4. ↑  《西藏大藏经》中准提法之记载(普光) （页面存档备份，存于）：“比哈尔”之名源自vihara，指的是“佛教寺庙”……。
5. ↑  Vajrayogini: Her Visualization, Rituals, and Forms by Elizabeth English. Wisdom Publications. ISBN 0-86171-329-X,p15
6. ↑  《佛光大辭典》【無畏山寺派】：巴利名 Abhayagirivihāranikāya。又作阿跋耶祇釐住部（梵 Abhayagirivāsin）、法味派（巴 Dhammarucika）。乃錫蘭第一個兼習大乘之上座部部派，因以無畏山寺為中心，故稱為無畏山寺派。該寺於西元前一世紀由婆他伽馬尼王（巴 Vattagāmani）所建，獻予大寺（巴 Mahā-vihāra）之長老摩訶帝須（巴 Mahātissa）。後摩訶帝須被大寺擯出，其門徒遂與大寺分離，據守無畏山寺，號稱無畏山寺派。錫蘭佛教遂分為大寺派（摩訶毘訶羅住部）與無畏山寺派。據大唐西域記卷十一載，佛教傳至錫蘭後二百餘年，各擅專門，分成二部，一為摩訶毘訶羅住部，斥大乘而習小乘，一為阿跋耶祇釐住部，學兼二乘，弘演三藏。於三世紀頃，大乘佛教傳入錫蘭，本派成為大乘之重鎮；四世紀中葉，曾經分裂為二；然據高僧法顯傳所述，法顯到錫蘭時，無畏山寺派正當隆盛中。六至十一世紀，因政治因素，本派遭嚴重破壞。至十二世紀時，國王波洛羅摩婆訶一世（巴 Parakkamabāhu I）下令取締，敕令破戒比丘還俗，本派遂滅絕。（參閱「錫蘭佛教」6327） p5103
7. ↑  參見十五碑錫蘭佛寺 （页面存档备份，存于）